# 2MASS J06540564+6528051
2MASS J06540564+6528051 ist ein Brauner Zwerg im Sternbild Giraffe. Er wurde 2006 von Kuenley Chiu et al. entdeckt. Er gehört der Spektralklasse L6 an.